# Брок Паркес
Брок Паркес (англ. Broc Parkes; 21 грудня 1981, Хантер, НПУ, Австралія) — австралійський мотогонщик, учасник чемпіонатів світу з шосейно-кільцевих мотогонок у серіях MotoGP, Superbike та Supersport. Дворазовий віце-чемпіон світу у класі Supersport (2004 та 2007 років).

## Кар'єра

### MotoGP
У чемпіонаті світу з шосейно-кільцевих мотоперегонів серії MotoGP Брок дебютував ще на зорі своєї кар'єри, у 1999 році. Він взяв участь у рідному для себе Гран-Прі Австралії, виступивши по вайлд-кард у гонці класу 125cc за команду «Scot Walker Racing», в якій фінішував 23-ім.
Наступна його поява у «королівських» мотоперегонах відбулась у сезоні 2014, коли він провів повний сезон за британську команду «Paul Bird Motorsport». Він не міг на рівних конкурувати з гонщиками заводських команд, тому протягом сезону боровся лише за потрапляння в залікову зону. Найкращим результатом стало 11-е місце на Гран-Прі Нідерландів, в загальному заліку він фінішував на 23-у місці.
Після закінчення сезону команда припинила свою участь у MotoGP, тому в наступному сезоні Брок повернувся у добре знайому для себе серію British Superbikes. Щоправда, у 2015 Брок все ж таки взяв участь у одній гонці «королівських» перегонів, замінивши у команді «E-Motion IodaRacing Team» травмованого Алекса де Анджеліса на останньому етапі у Валенсії.

### Статистика виступів

#### MotoGP

##### У розрізі сезонів
| Сезон | Клас   | Команда                  | Мотоцикл | Гонки | Пер | Под | ПП | НК | Очки | Місце |
| ----- | ------ | ------------------------ | -------- | ----- | --- | --- | -- | -- | ---- | ----- |
| 1999  | 125сс  | Scot Walker Racing       | Honda    | 1     | 0   | 0   | 0  | 0  | 0    | —     |
| 2014  | MotoGP | Paul Bird Motorsport     | PBM      | 18    | 0   | 0   | 0  | 0  | 9    | 23    |
| 2015  | MotoGP | E-Motion IodaRacing Team | ART      | 1     | 0   | 0   | 0  | 0  | 0    | НК    |